# Парахин, Гаврил Павлович
Гаврил Павлович Парахин (род. 16 июля 1972, Якутск) — российский политический деятель, депутат Государственной Думы VII созыва. Народный депутат Республики Саха (Якутия) V, VI созывов. Координатор Якутского регионального отделения ЛДПР.

## Биография
Родился 16 июля 1972 г. в г. Якутске Якутской АССР, СССР.
1989—1990 гг. — гардеробщик средней школы № 27;
1990—1991 гг. — рабочий средней школы № 27;
1992—1993 гг. — электромонтер 3 разряда малого предприятия «Надежное»;
В 1994 году окончил Якутский государственный университет им. М. К. Аммосова по специальности «учитель физической культуры».
С 1997 г. — индивидуальный предприниматель.
4 декабря 2011 г. баллотировался Государственную Думу в составе списка кандидатов от партии ЛДПР. В Государственную Думу по итогам распределения мандатов не прошел.
С 2013—2021 гг. — Народный депутат Республики Саха (Якутия) V, VI созывов, руководитель фракции ЛДПР. Был заместителем председателя комитета по государственному строительству и законодательству, членом комитетов по экономической, инвестиционной и промышленной политике, по делам молодежи, физической культуре и спорту.
14 сентября 2014 г. участвовал в досрочных выборах главы Республики Саха (Якутия) от ЛДПР. Получил 3,19 % (4-е место из пяти).
Был помощником депутата Государственной думы РФ Владимира Жириновского по работе в Республике Саха (Якутия).
18 сентября 2016 г. баллотировался в Государственную Думу в составе списка кандидатов от партии ЛДПР, а также по Якутскому одномандатному округу № 24. В Думу не прошел.
10 сентября 2017 г. баллотировался на пост главы Якутска. По итогам получил 4,49 % и занял 4-е место из четырёх кандидатов.
9 сентября 2018 г. участвовал в досрочных выборах главы Республики Саха (Якутия) от ЛДПР. Получил 6,22 % (последнее 4-е место).
С 2021 г. — депутат Государственной Думы Федерального Собрания Российской Федерации VII созыва. Член комитета по аграрным вопросам.
Женат.
21 октября 2021 г. — полномочия депутата Государственной Думы Федерального Собрания Российской Федерации VII созыва прекращены.
Награждён Грамотой Главы Республики Саха (Якутия), благодарственным письмом Председателя Государственного Собрания (Ил Тумэн) Республики Саха (Якутия).

### Работа в Государственной Думе
14 апреля 2021 года получил мандат депутата ГД седьмого созыва, освободившийся после перехода Александра Курдюмова в ЦИК.

### Инициативы
В мае 2021 года в ходе выступления премьера Михаила Мишустина, представлявшего Думе годовой отчет, предложил запретить россиянам выезд из страны в связи с пандемией коронавируса. Запрет на выезд, по словам Парахина, помог бы «решить вопрос» отдыха граждан внутри страны и реализовать масштабные цели, заложенные в нацпроект по развитию туризма.